# Биряковский район
Биряковский район — административно-территориальная единица в составе Северного края, Северной и Вологодской областей, существовавшая в 1935—1959 годах. Центр — село Биряково
Биряковский район был образован 25 января 1935 года в составе Северного края. В декабре 1936 года он стал относиться к Северной области. 23 сентября 1937 года Биряковский район был включён в состав Вологодской области.
По данным 1945 года Биряковский район делился на 11 сельсоветов: Алексинский, Больше-Дворский, Больше-Деревенский, Воробьевский, Дороватовский, Ершовский, Заболотский, Кожуховский, Никольский, Семеновский и Чучковский.
14 августа 1959 года Биряковский район вновь был упразднён, а его территория разделена между Сокольским и Междуреченским районами.